# El Marsa (Skikda)
El Marsa (în arabă المرسى) este o comună din provincia Skikda, Algeria.
Populația comunei este de 5.995 de locuitori (2008).